# Hylopezus auricularis
El tororoí enmascarado o chululú boliviano (Hylopezus auricularis) es una especie de ave paseriforme perteneciente al género Hylopezus que integra la familia Grallariidae, anteriormente incluido en la familia Formicariidae. Es endémico de Bolivia.

## Distribución y hábitat
Se distribuye por el norte de Bolivia en el norte del Beni. Vive principalmente en la ciudad de Riberalta y los alrededores. Se puede encontrar en Puerto Hamburgo y en la Reserva Aquicuana.
Es poco común y muy local en el suelo o cerca del suelo en bordes de selvas húmedas y bosques secundarios entre los 150 y 200 m s. n. m. de altitud. Vive en la cuenca baja del río Beni entre matorrales y bosques fangosos.

## Descripción
Mide 14 cm de longitud. Presenta corona gris, máscara negruzca, lores blancos, garganta blanca bordeada por grandes rayas negras. El plumaje de las partes superiores es de color marrón claro oliváceo, con las coberteras de la cola más pálidas. Las plumas de vuelo son oscuras con bordes oliva cráce y las coberteras de las alas color anaranjado bronceado. Cola rojiza. Pecho clr crema blancuzco con rayas negras; vientre blanco con estrías de color marrón oiváceo a los lados. De color ante bajo las coberteras de las alas.

## Estado de conservación
Esta especie ha sido calificada como VU “amenazada de extinción en grado vulnerable” por la IUCN debido a que su reducida población total, estimada en 3500 a 15000 individuos, es conocida en una muy pequeña zona y poco se conoce de sus necesidades, por lo tanto no puede se considerada segura. Sin embargo, las investigaciones pueden comprobar que sea más diseminada, resultando en una reducción de grado para “casi amenazada”.

## Sistemática

### Descripción original
La especie H. auricularis fue descrita por primera vez por el ornitólogo sueco Nils Carl Gustaf Fersen Gyldenstolpe en 1941 bajo el nombre científico Grallaria auricularis; localidad tipo «Victoria, en la confluencia de los ríos Madre de Dios y Beni, distrito de Madre de Dios, Bolivia».

### Taxonomía
Ya ha sido considerado conespecífico con el tororoí moteado (Hylopezus macularius), pero se ha separado como especie distinta, basándose especialmente en las diferencias entre su canto y el de H. macularius.